# Stanisławice (Radomsko)
Pour les articles homonymes, voir Stanisławice.
Stanisławice (prononciation [staniswaˈvit͡sɛ]) est un village de la gmina de Gidle , du powiat de Radomsko, dans la voïvodie de Łódź, situé dans le centre de la Pologne.
Il se situe à environ 5 kilomètres (km) au nord de Gidle (siège de la gmina), 9 kilomètres au sud de Radomsko (siège du powiat) et 89 kilomètres au sud de Łódź (capitale de la voïvodie).
Sa population s'élevait à 235 habitants en 2010.

## Administration
De 1975 à 1998, le village était attaché administrativement à l'ancienne voïvodie de Częstochowa.

Depuis 1999, il fait partie de la nouvelle voïvodie de Łódź.